# 스튜디오 짭쪼롬
《스튜디오 짭조롬》은 오묘가 네이버 웹툰에서 연재했던 완결 웹툰이다. 이 작품은 백수, 수험생, 방구석폐인, 외국인같은 한국인, 서로 다른 사람들이 모여 만드는 유쾌한 일상 시트콤을 다루는 이야기이다. 단행본은 4권까지 나왔으며 재미주의 출판사에서 출판하였다. 현재는 네이버 N스토어 보관됨 2014-03-02 - 웨이백 머신에서 유료로 볼 수 있다.

## 등장 인물
- 정토근: 남주인공으로 아버지가 사장인 회사에서 나온 뒤 나태하게 지내다가 고등학교 동창인 이소낙을 만나게 되고 이소낙에게 작업실을 제공하는 대신 그림을 가르쳐 준다는 조건으로 계약한다.
- 이소낙: 정토근의 고등학교 동창으로 동창회에서 술에 취한 정토근의 사연을 듣고 화가가 꿈이었던 정토근에게 그림을 가르쳐 주기로 한다.
- 윤나무, 윤강: 정토근의 주택 반지하에 사는 남매. 현재 고등학교 3학년이다. 같은 학년이지만 나무는 3월 1일생, 강이는 그 다음해 2월 28일생으로 연년생 남매이다. 쌍둥이라고 오해하는 사람들이 있는데 윤강은 빠른 생일로 학교를 일찍 입학한 것.
- 정요한: 고1 때 윤나무의 학교로 전학을 왔으며 처음에는 윤나무와 친하다.
- 선진국(쿠키): 쿠키라는 별명을 가지고 있으며 어떤 일을 계기로 정토근, 이소낙과 친해지게 된다. 이국적인 외모의 소유자로 항상 취직에 실패한다.
- 천안시: 정토근 주변 사람들의 일을 꿰뚫고 있는 무서운 캐릭터이다.

## 오묘의 다른 만화
- 아는 사람 이야기
- 밥 먹고 갈래요?
- 각자의 디데이